# 布赖恩·麦克布莱德
布赖恩·麦克布莱德（Brian McBride，1972年6月19日—），已退役的前美國職業足球員，擔任前鋒，曾效力多間歐洲足球會，退役前效力非聯賽球隊溫布萊。